# SuperSport Hrvatska nogometna liga 2024/2025
Prva hrvatska nogometna liga 2024/2025 (oficiálně nazvaná podle sponzora SuperSport Hrvatska nogometna liga) je 34. ročníkem nejvyšší chorvatské fotbalové soutěže. Účastní se jí 10 klubů.

## Týmy
Následující týmy se účastní sezony 2024/2025.

### Stadiony a lokace
| Dinamo Záhřeb         | Gorica | Hajduk Split | Istra 1961           |
| --------------------- | --- | --- | -------------------- |
| Stadion Maksimir      | Gradski stadion Velika Gorica                                                                                                | Stadion Poljud | Stadion Aldo Drosina |
| Kapacita: 24 851      | Kapacita: 4 536 | Kapacita: 33 987 | Kapacita: 9 921      |
|                       | | |                      |
| Lokomotiva            | Dinamo · Lokomotiva Gorica Hajduk Split Istra 1961 Osijek Rijeka Slaven Šibenik Varaždin Lokaoce týmů v sezoně HNL 2023/2024 | Dinamo · Lokomotiva Gorica Hajduk Split Istra 1961 Osijek Rijeka Slaven Šibenik Varaždin Lokaoce týmů v sezoně HNL 2023/2024 | Osijek               |
| Stadion Kranjčevićeva | Dinamo · Lokomotiva Gorica Hajduk Split Istra 1961 Osijek Rijeka Slaven Šibenik Varaždin Lokaoce týmů v sezoně HNL 2023/2024 | Dinamo · Lokomotiva Gorica Hajduk Split Istra 1961 Osijek Rijeka Slaven Šibenik Varaždin Lokaoce týmů v sezoně HNL 2023/2024 | Opus Arena           |
| Kapacita: 3 690       | Dinamo · Lokomotiva Gorica Hajduk Split Istra 1961 Osijek Rijeka Slaven Šibenik Varaždin Lokaoce týmů v sezoně HNL 2023/2024 | Dinamo · Lokomotiva Gorica Hajduk Split Istra 1961 Osijek Rijeka Slaven Šibenik Varaždin Lokaoce týmů v sezoně HNL 2023/2024 | Kapacita: 13 005     |
|                       | Dinamo · Lokomotiva Gorica Hajduk Split Istra 1961 Osijek Rijeka Slaven Šibenik Varaždin Lokaoce týmů v sezoně HNL 2023/2024 | Dinamo · Lokomotiva Gorica Hajduk Split Istra 1961 Osijek Rijeka Slaven Šibenik Varaždin Lokaoce týmů v sezoně HNL 2023/2024 |                      |
| Rijeka                | Slaven Belupo | Šibenik | Varaždin             |
| Stadion Rujevica      | Stadion Ivan Kušek-Apaš | Stadion Šubićevac | Stadion Varteks      |
| Kapacita: 8 191       | Kapacita: 3 054 | Kapacita: 3 701 | Kapacita: 8 818      |
|                       | | |                      |

| Klub          | Město         | Stadión                       | Kapacita | Ref.   |
| ------------- | ------------- | ----------------------------- | -------- | ------ |
| Dinamo Záhřeb | Záhřeb        | Maksimir                      | 24 851   | [ 1 ]  |
| Gorica        | Velika Gorica | Gradski stadion Velika Gorica | 4 536    | [ 2 ]  |
| Hajduk Split  | Split         | Poljud                        | 33 987   | [ 3 ]  |
| Istra 1961    | Pula          | Stadion Aldo Drosina          | 9 921    | [ 4 ]  |
| Lokomotiva    | Záhřeb        | Kranjčevićeva1                | 3 690    | [ 5 ]  |
| Osijek        | Osijek        | Opus Arena                    | 13 005   | [ 6 ]  |
| Rijeka        | Rijeka        | Rujevica                      | 8 191    | [ 7 ]  |
| Slaven Belupo | Koprivnica    | Stadion Ivan Kušek-Apaš       | 3 054    | [ 8 ]  |
| Šibenik       | Šibenik       | Šubićevac                     | 3 701    | [ 9 ]  |
| Varaždin      | Varaždín      | Stadion Varteks               | 8 818    | [ 10 ] |

- 1 Lokomotiva odehraje domácí zápasy na Stadionu Kranjčevićeva. Stadion patří týmu NK Záhřeb.

| Hodnota | Administrativní dělení Chorvatska | Počet týmů | Klub(y)                    |
| ------- | --------------------------------- | ---------- | -------------------------- |
| 1       | Záhřeb                            | 2          | Dinamo Záhřeb a Lokomotiva |
| 2       | Istria                            | 1          | Istra 1961                 |
| 2       | Koprivnicko-križevecká župa       | 1          | Slaven Belupo              |
| 2       | Osijecko-baranjská župa           | 1          | Osijek                     |
| 2       | Přímořsko-gorskokotarská župa     | 1          | Rijeka                     |
| 2       | Splitsko-dalmatská župa           | 1          | Hajduk Split               |
| 2       | Šibenicko-kninská župa            | 1          | Šibenik                    |
| 2       | Varaždinská župa                  | 1          | Varaždin                   |
| 2       | Záhřebská župa                    | 1          | Gorica                     |

### Trenéři a dresy
| Klub          | Trenér              | Kapitán           | Výrobce dresů | Sponzor                   |
| ------------- | ------------------- | ----------------- | ------------- | ------------------------- |
| Dinamo Záhřeb | Fabio Cannavaro     | Arijan Ademi      | Castore       | Favbet                    |
| Gorica        | Mario Carević       | Filip Mrzljak     | Alpas         | Kömmerling                |
| Hajduk Split  | Gennaro Gattuso     | Lovre Kalinić     | Adidas        | Tommy                     |
| Istra 1961    | Gonzalo García      | Slavko Blagojević | Joma          | Germania                  |
| Lokomotiva    | Silvijo Čabraja     | Mateo Marić       | Macron        | Favbet                    |
| Osijek        | Federico Coppitelli | Marko Malenica    | 2Rule         | Mészáros és Mészáros Kft. |
| Rijeka        | Radomir Đalović     | Ivan Smolčić      | Joma          | Favbet                    |
| Slaven Belupo | Mario Kovačević     | Tomislav Božić    | Jako          | Belupo                    |
| Šibenik       | Mario Carević       | Antonio Đaković   | Capelli Sport |                           |
| Varaždin      | Nikola Šafarić      | Igor Postonjski   | Capelli Sport | BURAI                     |

## Tabulka
Tabulka je aktuální k 26. 1. 2025.
| Poř. | Tým               | Z  | V  | R | P  | VG | OG | B  |
| ---- | ----------------- | -- | -- | - | -- | -- | -- | -- |
| 1.   | Rijeka            | 19 | 10 | 9 | 0  | 30 | 8  | 39 |
| 2.   | Hajduk Split      | 19 | 10 | 7 | 2  | 28 | 14 | 37 |
| 3.   | Dinamo Záhřeb (C) | 19 | 9  | 5 | 5  | 38 | 25 | 32 |
| 4.   | Osijek            | 19 | 7  | 6 | 6  | 30 | 25 | 27 |
| 5.   | Varaždin          | 19 | 6  | 9 | 4  | 17 | 14 | 27 |
| 6.   | Slaven Belupo     | 19 | 5  | 6 | 8  | 21 | 26 | 21 |
| 7.   | Lokomotiva        | 19 | 5  | 4 | 10 | 24 | 32 | 19 |
| 8.   | Istra 1961        | 19 | 4  | 7 | 8  | 19 | 32 | 19 |
| 9.   | Šibenik (N)       | 19 | 4  | 5 | 10 | 17 | 35 | 17 |
| 10.  | Gorica            | 19 | 4  | 4 | 11 | 17 | 30 | 16 |

Poznámky:
- Z = Odehrané zápasy; V = Vítězství; R = Remízy; P = Prohry; VG = Vstřelené góly; OG = Obdržené góly; B = Body
- (N) = nováček (předchozí sezónu hrál nižší soutěž a postoupil), (C) = obhájce titulu

|  | Postup do 2. předkola Ligy mistrů UEFA 2025/2026      |
|  | Postup do 2. předkola Konferenční ligy UEFA 2025/2026 |
|  | Sestup do druhé ligy                                  |